# إيوانا كوباياشي
إيوانا كوباياشي (باليابانية: 小林 岩魚) (مواليد 17 أكتوبر 1996) هو لاعب كرة قدم ياباني.

## وصلات خارجية
- إيوانا كوباياشي على موقع رابطة كرة القدم اليابانية للمحترفين (اليابانية)
- إيوانا كوباياشي على موقع قاعدة بيانات كرة القدم.إي يو (الإنجليزية)
- إيوانا كوباياشي على موقع Soccerway.com (الإنجليزية)
- إيوانا كوباياشي على موقع عالم كرة القدم.نت (الإنجليزية)